# Emmanuel Biumla
Emmanuel Biumla, né le 8 mai 2005 à Yopougon, est un footballeur français qui joue au poste de défenseur central au SCO Angers.

## Biographie
Emmanuel Biumla est né à Yopougon, dans le district d'Abidjan en Côte d'Ivoire, mais il arrive très tôt en France, à l'âge d'un an et demis. Il grandit d'abord à Bondy chez sa grand-mère, avant de rejoindre sa mère à Bordeaux,.

### Carrière en club
Emmanuel Biumla commence sa formation à l'AS Bondy, où il joue notamment avec Ethan Mbappé et Malamine Efekele.
Passé ensuite par le Stade bordelais, Biumla termine sa formation aux Girondins de Bordeaux, où il signe son premier contrat professionnelle en juin 2023,. Il joue son premier match avec l'équipe première du club le 21 août 2023, lors d'un match de championnat de France de deuxième division contre l'AC Ajaccio,.
En juillet 2024, il est transféré au SCO Angers en Ligue 1.

### Carrière en sélection
International français avec en équipe de jeunes, Emmanuel Biumla est également éligible pour les sélections ivoiriennes et camerounaises.
En septembre 2023, Biumla est convoqué pour la première fois avec l'équipe de France des moins de 19 ans,.